# Pribanjci
Pribanjci je naselje u Republici Hrvatskoj, u sastavu Općine Bosiljevo, Karlovačka županija. 

## Stanovništvo
Prema popisu stanovništva iz 2001. godine, naselje je imalo 117 stanovnika te 40 obiteljskih kućanstava.
| broj stanovnika | 354   | 329   | 358   | 325   | 283   | 262   | 243   | 243   | 234   | 240   | 189   | 163   | 158   | 166   | 117   | 126   | 98    |
|                 | 1857. | 1869. | 1880. | 1890. | 1900. | 1910. | 1921. | 1931. | 1948. | 1953. | 1961. | 1971. | 1981. | 1991. | 2001. | 2011. | 2021. |

## Znamenitosti
- Crkva sv. Barbare u Pribanjcima, zaštićeno kulturno dobro